# Бруно Ріттер фон Гауеншільд
Бруно Ріттер фон Гауеншільд (нім. Bruno Ritter von Hauenschild; 9 червня 1896, Вюрцбург — 10 березня 1953, Мюнхен) — німецький офіцер, генерал-лейтенант вермахту. Кавалер Військового ордена Максиміліана Йозефа і Лицарського хреста Залізного хреста з дубовим листям.
Ім'я при народженні — Бруно Гауеншільд (нім. Bruno Hauenschild).

## Біографія
Учасник Першої світової війни. За бойові заслуги відзначений численними нагородами. Після демобілізації армії залишений у рейхсвері, служив у автомобільних частинах. З 15 жовтня 1935 року — командир 7-го, з 15 серпня 1938 року — 9-го розвідувального батальйону. Учасник Польської кампанії. З 15 жовтня 1939 року — командир 7-го танкового полку 10-ї танкової дивізії, з 4-ї танкової бригади тієї ж дивізії. Учасник Французької кампанії і боїв на радянсько-німецькому фронті. 20 жовтня 1941 року переведений в резерв.
З 15 квітня 1942 року — командир 24-ї танкової дивізії. З 15 листопада 1942 року знову в резерві, з 20 листопада 1943 року — начальник танкового училища. З 26 січня по 6 березня 1945 року — командувач 3-м військовим округом зі штаб-квартирою в Берліні. З 2 лютого по 6 березня 1945 року — одночасно воєнний комендант Великого Берліна.
20 березня 1945 року відправлений у шпиталь, де у квітні був взятий у полон англо-американськими військами. 30 червня 1945 року звільнений.

## Звання
- Фанен-юнкер (17 серпня 1914)
- Лейтенант (26 квітня 1915)
- Оберлейтенант (22 лютого 1924)
- Гауптман (1 жовтня 1928)
- Майор (20 квітня 1935)
- Оберстлейтенант (1 січня 1938)
- Оберст (1 листопада 1940)
- Генерал-майор (1 квітня 1942)
- Генерал-лейтенант (1 січня 1944)

## Нагороди
- Залізний хрест
  - 2-го класу (21 травня 1915)
  - 1-го класу (6 грудня 1917)
- Королівський орден дому Гогенцоллернів, лицарський хрест з мечами
- Орден «За заслуги» (Баварія) 4-го класу з мечами
- Військовий орден Максиміліана Йозефа, лицарський хрест (Королівство Баварія) (2 вересня 1918)
- Нагрудний знак «За поранення» в золоті
- Почесний хрест ветерана війни з мечами
- Пам'ятна військова медаль (Австрія) з мечами
- Медаль «За вислугу років у Вермахті» 4-го, 3-го, 2-го і 1-го класу (25 років)
- Медаль «У пам'ять 13 березня 1938 року»
- Медаль «У пам'ять 1 жовтня 1938» із застібкою «Празький град»
- Застібка до Залізного хреста
  - 2-го класу (24 вересня 1939)
  - 1-го класу (19 жовтня 1939)
- Нагрудний знак «За танкову атаку» в сріблі
- Лицарський хрест Залізного хреста з дубовим листям
  - Лицарський хрест (25 серпня 1941)
  - Дубове листя (№ 129; 27 вересня 1942)
- Медаль «Хрестовий похід проти комунізму» (Румунія)
- Орден Римського орла, командорський хрест з мечами (Італія)
- Орден Зірки Румунії, великий офіцерський хрест з мечами